# Li Bingjie
Li Bingjie (en chino: 李冰洁; Baoding, 3 de marzo de 2002) es una deportista china que compite en natación, especialista en el estilo libre.
Participó en dos Juegos Olímpicos de Verano, obteniendo tres medallas, dos en Tokio 2020, oro en el relevo 4 × 200 m libre y bronce en la prueba de 400 m libre, y una de bronce en París 2024, en 4 × 200 m libre.
Ganó trece medallas en el Campeonato Mundial de Natación entre los años 2017 y 2025, y cinco medallas en el Campeonato Mundial de Natación en Piscina Corta, en los años 2018 y 2021.

## Palmarés internacional
| Juegos Olímpicos                    | Juegos Olímpicos    | Juegos Olímpicos  | Juegos Olímpicos      |
| Año                                 | Lugar               | Medalla           | Prueba                |
| ----------------------------------- | ------------------- | ----------------- | --------------------- |
| 2020                                | Tokio (Japón)       | Medalla de oro    | 4 × 200 m libre       |
| 2020                                | Tokio (Japón)       | Medalla de bronce | 400 m libre           |
| 2024                                | París (Francia)     | Medalla de bronce | 4 × 200 m libre       |
| Campeonato Mundial                  |                     |                   |                       |
| Año                                 | Lugar               | Medalla           | Prueba                |
| 2017                                | Budapest (Hungría)  | Medalla de plata  | 800 m libre           |
| 2017                                | Budapest (Hungría)  | Medalla de plata  | 4 × 200 m libre       |
| 2017                                | Budapest (Hungría)  | Medalla de bronce | 400 m libre           |
| 2023                                | Fukuoka (Japón)     | Medalla de plata  | 800 m libre           |
| 2023                                | Fukuoka (Japón)     | Medalla de bronce | 1500 m libre          |
| 2023                                | Fukuoka (Japón)     | Medalla de bronce | 4 × 200 m libre       |
| 2024                                | Doha (Catar)        | Medalla de oro    | 4 × 200 m libre       |
| 2024                                | Doha (Catar)        | Medalla de oro    | 4 × 100 m libre mixto |
| 2024                                | Doha (Catar)        | Medalla de plata  | 400 m libre           |
| 2024                                | Doha (Catar)        | Medalla de plata  | 1500 m libre          |
| 2025                                | Singapur (Singapur) | Medalla de plata  | 200 m libre           |
| 2025                                | Singapur (Singapur) | Medalla de plata  | 400 m libre           |
| 2025                                | Singapur (Singapur) | Medalla de bronce | 4 × 200 m libre       |
| Campeonato Mundial en Piscina Corta |                     |                   |                       |
| Año                                 | Lugar               | Medalla           | Prueba                |
| 2018                                | Hangzhou (China)    | Medalla de oro    | 4 × 200 m libre       |
| 2018                                | Hangzhou (China)    | Medalla de bronce | 400 m libre           |
| 2021                                | Abu Dabi (EAU)      | Medalla de oro    | 400 m libre           |
| 2021                                | Abu Dabi (EAU)      | Medalla de oro    | 800 m libre           |
| 2021                                | Abu Dabi (EAU)      | Medalla de bronce | 4 × 200 m libre       |